# Andreas Rath (Politiker)
Andreas Rath (* 8. Juni 1823 in Dettingen an der Erms; † 7. Juni 1894 in Cannstatt) war ein deutscher Politiker und Oberamtmann.

## Leben und Werk
Andreas Rath besuchte die Realschule in Metzingen. Von 1839 bis 1841 war er Inzipient beim Amtsoberamt Stuttgart. Bis 1843 besuchte er dann das Obergymnasium Stuttgart. Von 1843 bis 1847 studierte er Regiminalwissenschaften in Tübingen. 1847 und 1848 legte er die erste und zweite höhere Dienstprüfung ab.
Seine berufliche Laufbahn begann 1848/49 als Hilfsarbeiter beim Oberamt Rottweil. 1849 und 1850 arbeitete er als Aktuariatsverweser bei den Oberämtern Besigheim und Aalen. 1850 bis 1858 war er Oberamtsaktuar beim Oberamt Heilbronn. 1858 wurde er Sekretär und 1861 Assessor bei der Zentralstelle für Gewerbe und Handel und seit 1862 Mitglied der Kommission für die gewerblichen Fortbildungsschulen. 1864 bis 1870 war er Oberamtmann beim Oberamt Riedlingen, 1870 bis 1877 beim Oberamt Weinsberg und 1877 bis 1894 beim Oberamt Cannstatt mit Titel und Rang eines Regierungsrats.

## Politik
Im Jahr 1870 wurde er für den Wahlkreis Riedlingen in den württembergischen Landtag gewählt und übte dieses Mandat bis 1876 aus.

## Ehrungen
1881 wurde Andreas Rath mit dem preußischen Kronorden 3. Klasse und dem Ritterkreuz I. Klasse des Friedrichs-Ordens ausgezeichnet. 1891 erhielt er das Ritterkreuz des Ordens der württembergischen Krone.